# 森田童子
森田童子（日文假名：もりた どうじ，1953年1月15日－2018年4月24日），日本女性創作歌手。森田童子的藝名源自笛吹童子，其本名未曾透露。

## 簡介
森田童子生於日本東京都。1970年她的朋友在日本學生運動中被捕後，她便從高中輟學。20歲那年，朋友的去世令她開始創作歌曲。以這位已故朋友為主題的歌曲是他的處女作《再見我的朋友》。